# Аякс (гиперзвуковой летательный аппарат)

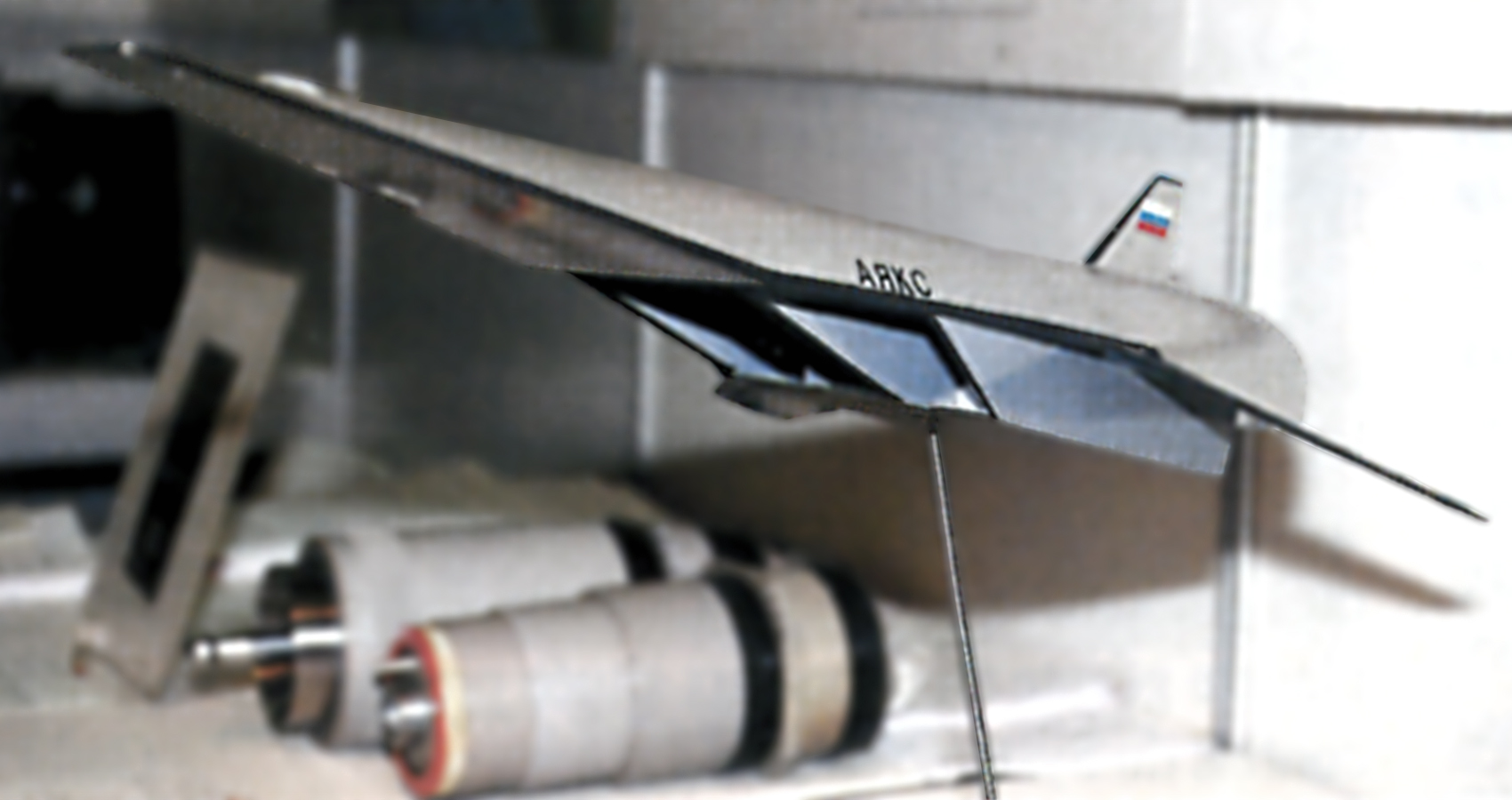
Макет «Аякса» на аэрокосмическом салоне МАКС 1993 года

«Аякс» — программа гиперзвуковых самолетов, начатая в Советском Союзе и ранее разрабатываемая Научно-исследовательским институтом гиперзвуковых систем (НИПГС) холдинговой компании «Ленинец» в Санкт-Петербурге , Россия.

## Цель
Первоначально «Аякс» представлял собой засекреченный проект советского воздушно-космического самолета (ВКС), целью которого было создание нового типа гиперзвукового крылатого летательного аппарата глобального радиуса действия, способного летать и выполнять различные военные миссии в мезосфере . Первоначальная концепция вращалась вокруг проекта гиперзвукового самолета-разведчика, но позже была расширена до более широкой концепции гиперзвуковых многоцелевых военных и гражданских самолетов, а также платформы SSTO (Одноступенчатая космическая система) для запуска спутников.
Мезосфера — это слой земной атмосферы высотой от 50 километров  до 85 километров (279 000 футов), расположенный над стратосферой и под термосферой . Летать в мезосфере очень сложно — воздух слишком разрежен, чтобы крылья самолетов могли создавать подъемную силу, но достаточно плотный, чтобы вызывать аэродинамическое сопротивление спутников. Кроме того, части мезосферы попадают внутрь ионосферы , а это означает, что воздух ионизируется за счет солнечной радиации.
Возможность вести военную деятельность в мезосфере дает стране значительный военный потенциал.

## История
В конце 1970-х годов советские ученые начали исследовать новую концепцию гиперзвуковой двигательной установки, впервые представленную в российской газете в коротком интервью изобретателя "Аякса" проф. Владимира Львовича Фрайштадта. 

Программа создания гиперзвуковых самолетов называлась «Аякс», по имени собаки В.Л.Фрайштадта, с которой он наедине обсуждал свои идеи.— 
Фрайштадт работал в это время в авиационном филиале ПКБ Невское конструкторское бюро в Ленинграде.  Он разработал концепцию Аякса, основанную на идее о том, что эффективный гиперзвуковой аппарат не может позволить себе терять энергию в окружающую среду (т.е. преодолевать сопротивление воздуха ), а вместо этого должен использовать энергию, переносимую высокоскоростным входящим потоком. В то время вся концепция была неизвестна Западу , хотя ранние разработки предполагали сотрудничество советских промышленных предприятий, технических институтов, Военно-промышленной комиссии СССР (ВПК) и Российской академии наук .
В 1990 году две статьи оборонного специалиста и писателя Николая Новичкова более подробно рассказали о программе «Аякс». Второй был первым документом, доступным на английском языке.
Вскоре после распада Советского Союза финансирование было сокращено, и программу «Аякс» пришлось изменять, особенно после того, как правительство США объявило о программе Национального аэрокосмического самолета (NASP). В то время Фрайштадт стал директором ОКБ-794 , известного как «Ленинец», холдинговой компании, управляющей открытым акционерным обществом «Государственный научно-исследовательский институт гиперзвуковых систем» (НИПГС) в Санкт-Петербурге.
В начале 1993 года, в ответ на объявление Америкой демонстратора Х-30 NASP, проект «Аякс» интегрируется в более широкую национальную программу « ОРёл » , объединяя все российские гиперзвуковые разработки в разработку конкурирующей программы космического самолета в качестве многоразовой системы запуска .
В сентябре 1993 года программа была обнародована, и первая малоразмерная модель «Аякса» впервые была публично показана на стенде «Ленинец» на 2-м авиасалоне МАКС в Москве.
В 1994 году Новичков сообщил, что Российская Федерация готова финансировать программу «Аякс» в течение восьми лет и что многоразовый малоразмерный летно-испытательный модуль был построен ОКБ « Арсенал» . Он также заявил, что принципы работы «Аякса» были проверены на испытательном стенде двигателя в аэродинамической трубе . В том же году американский проект NASP был отменен и заменен Программой технологий гиперзвуковых систем (HySTP), также отмененной через три месяца. В 1995 году НАСА запустило программу «Передовые многоразовые транспортные технологии» (ARTT), являющуюся частью инициативы «Highly Reusable Space Transportation » (HRST), но эксперты консалтинговой фирмы ANSER , оценивающие технологии «Аякса», сначала не поверили в заявленные россиянами характеристики и рекомендовали развитие по тому же пути.
Однако в период с октября 1995 г. по апрель 1997 г. ряд российских патентов, касающихся технологий «Аякс», был выдан компании « Ленинец HLDG Co.» и, следовательно, доступен публично, причем самый старый из них был подан 14 лет назад.
По мере того, как информация, доступная за пределами России, начала расти, три западных академических исследователя начали собирать скудные данные об "Аяксе": Клаудио Бруно, профессор Римского университета Сапиенца ; Пол А. Чиш, профессор Паркового колледжа инженерии, авиации и технологий Университета Сент-Луиса ; и СНБ Мерти, профессор Университета Пердью . В сентябре 1996 года в рамках курса Capstone Design и курса интеграции гиперзвуковых авиационных двигателей в Паркс-колледже Чиш поручил своим студентам проанализировать собранную информацию в рамках проекта ODYSSEUS .  После этого трое исследователей совместно опубликовали доклад на конференции, обобщающий западный анализ принципов "Аякса".
Имея такую информацию, давний главный эксперт ANSER Рамон Л. Чейз пересмотрел свое прежнее мнение и собрал команду для оценки и разработки американских версий технологий "Аякс" в рамках программы HRST. Он нанял Х. Дэвида Фронинга-младшего, генерального директора Flight Unlimited ; Леон Э. МакКинни, мировой эксперт в области гидродинамики ; Пол А. Чиш; Марк Дж. Льюис , аэродинамик из Университета Мэриленда, Колледж-Парк , специалист по волновым движителям и воздушным потокам вокруг передних кромок и директор спонсируемого НАСА Мэрилендского центра гиперзвукового образования и исследований ; Доктор Роберт Бойд из Lockheed Martin Skunk Works , способный построить настоящие рабочие прототипы с выделенными бюджетами из тайных проектов , чей подрядчик General Atomics является мировым лидером в области сверхпроводящих магнитов (которые использует Аякс); и д-р Дэниел Своллоу из Textron Systems , одной из немногих фирм, до сих пор обладающих опытом в области магнитогидродинамических преобразователей , которые Аякс широко использует.

В.Л.Фрайштадт в  дальнейшем (c 1996 года) активно уже не работал, был членом совета директоров НИПГС. Еще какое-то время удавалось получать небольшое финансирование «под Фрайштадта» Коллектив предприятия сократился с 150 до нескольких человек. В 2005 году В.Л.Фрайштадт скончался.— 

## Настоящее время
В апреле 2024 года гендиректор и главный конструктор ОАО «Научно-исследовательское предприятие гиперзвуковых систем (НИИПГС)» Александр Куранов приговорён к семи годам колонии строгого режима и штрафу в размере 100 тысяч рублей по статье 275 УК РФ о государственной измене.
Официальный сайт НИИПГС перестал существовать в мае 2023 года.